# 杂耍剧院
杂耍剧院（Vaudeville Theatre）是一个西区剧院，位于英国伦敦西敏市河岸街。顾名思义，该剧院主要进行歌舞杂耍表演和音乐滑稽剧。该剧院于1870年4月16日开幕，由查尔斯 j. 菲普斯设计。该剧院在1882年和1926年曾两次重建，目前容量为690人。

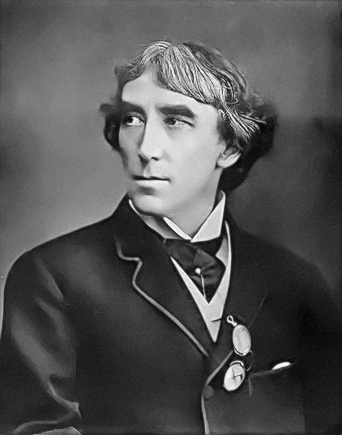
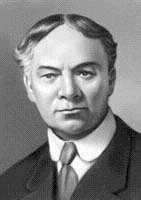
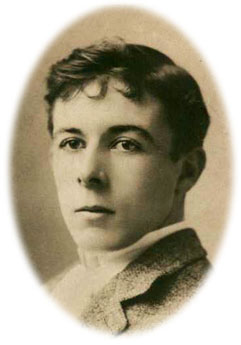
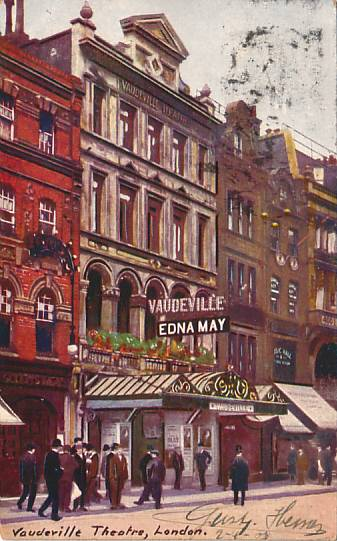